# Slip Carr
Slip Carr, wł. Edwin William Carr (ur. 9 czerwca 1899 w Burwood, przedmieściu Sydney, zm. 3 lipca 1971 w Ryde, części City of Ryde w aglomeracji Sydney) – australijski lekkoatleta sprinter i zawodnik rugby union, olimpijczyk z 1924.
Cztery razy wystąpił w reprezentacji Australii w rugby union jako lewoskrzydłowy: trzy razy przeciw Południowej Afryce i raz przeciw Nowej Zelandii, wszystkie w 1921.
Na igrzyskach olimpijskich w 1924 w Paryżu był chorążym reprezentacji Australii. Wystąpił w zawodach lekkoatletycznych: w biegu na 100 metrów i biegu na 200 metrów. W obu odpadł w półfinale.
Był mistrzem Australii w biegach na 100 jardów i na 220 jardów w 1921–1922 (w tym czasie mistrzostwa Australii rozgrywano w cyklu dwuletnim).
22 lipca 1923 w Østerbro ustanowił rekord Australii w biegu na 100 metrów czasem 10,6 s, który potem jeszcze trzykrotnie wyrównywał.
Jego syn Edwin również był lekkoatletą, olimpijczykiem z 1952.